# Партизанский отряд имени Адама Мицкевича
Партизанский отряд Гвардии Людовой имени Адама Мицкевича (пол. Oddział partyzancki Gwardii Ludowej im. Adama Mickiewicza) — польско-советский партизанский отряд, созданный и действовавший на оккупированной Третьим рейхом территории Польши с конца 1941 до начала 1944 года.

## История
В конце 1941 года в Люблинском воеводстве возник партизанский отряд, командиром которого стал старший лейтенант РККА Ф. Н. Ковалёв (командир роты 254-го отдельного батальона связи 20-го стрелкового корпуса РККА, попавший в плен в районе Бреста и в ноябре 1941 года бежавший из лагеря вместе с группой советских военнопленных, убив охранников).
Первоначально беглецы хотели выйти на территорию СССР, но после неудачной попытки переправиться через Буг приняли решение остаться в Польше. В это время в расположенной около Ополя Влодавского деревне Русилы с Ф. Ковалёвым установил контакт польский коммунист Ян Холод («Кирпичный»).
В феврале 1942 года в районе Влодавы под командованием Ф. Н. Ковалёва был организован советский партизанский отряд «Фёдора» из 50 человек (среди первых партизан отряда были 7 командиров РККА и несколько членов довоенной коммунистической партии Польши). В целях конспирации хорошо знавший немецкий язык Ф. Н. Ковалёв (мать которого была немкой, а отец — русским) действовал под именем «Теодор Альбрехт».
В результате первой боевой операции партизан были уничтожены полицейский пост, здание почты, здание управы и захвачено оружие.
Летом 1942 года отряд «Фёдора» вошёл в состав Гвардии Людовой (и получил официальное наименование «русский отряд II округа GL», хотя и в последующее время был известен как «отряд Фёдора» или «отряд Феди»), с этого времени комиссаром отряда стал Яков Письменный. Отряд начал деятельность на территории Влодавского повята Люблинского воеводства, в составе 2-го округа Гвардии Людовой, в первую очередь вдоль железнодорожной линии Ковель — Брест, где разгромил несколько полицейских участков и организовал крушение нескольких эшелонов.
6-8 декабря 1942 года (в составе соединения из 80 партизан) отряд участвовал в первом бою в Парчевских лесах, он отразил немецкую атаку, а затем контратаковал и вышел из окружения. Немцы потеряли 13 убитыми и 10 ранеными, партизаны — 1 убитым.
17 декабря 1942 года отряд Ф. Ковалёва совместно с польским партизанским отрядом Гвардии Людовой Ю. Бальцежака занял Остров-Любельский в Хелмском повяте, разогнал немецкую администрацию (здесь были убиты полицейский и секретарь волостной управы, а также тяжело ранен комендант полиции) и разгромил почтовое отделение.
18 декабря 1942 года отряд разгромил волостное управление в Тышменице.
В дальнейшем в состав отряда вошли ещё две возникшие в районе Люблина партизанские группы бежавших советских военнопленных, которыми командовали осетин по имени Давид и пограничник Яков Николаев («Чуваш»). Партизанская группа, которой командовал бежавший из немецкого плена лейтенант пограничных войск Я. Н. Николаев, возникла осенью 1941 года и действовала в Парчевских лесах, со временем увеличившись до 30 человек. После объединения отрядов Я. Н. Николаев возглавил разведку в отряде Ф. Ковалёва.
В конце марта и первой половине апреля 1943 года отряд имени А. Мицкевича при поддержке местных «гарнизонных групп» Гвардии Людовой активизировал боевые действия в треугольнике Влодава — Любартов — Парчев. В это время база отряда находилась в Парчевских лесах.
В апреле 1943 года отряд насчитывал 80 хорошо вооружённых партизан, в составе отряда были русские, украинцы, поляки, евреи, грузины и представители иных национальностей.
В связи с активизацией деятельности партизан в Парчевских лесах немецкое командование приняло решение о проведении в этой местности антипартизанской операции «Ostersegen». 22-24 апреля 1943 года состоялось второе сражение в Парчевских лесах, в ходе которого немецкое командование предприняло попытку окружить и уничтожить действовавшие в этой местности советские и польские партизанские отряды, в облаве участвовало до 7 тыс. солдат, жандармов и полицейских при поддержке 20 самолётов, из которых против отряда и присоединившихся к нему местных «гарнизонных групп» действовали 203-й охранный батальон, две роты 25-го полицейского полка СС, рота из 32-го полицейского полка, дивизион конной полиции, свыше 1000 военнослужащих вермахта, авиагруппа и ещё несколько мелких подразделений. Утром 23 апреля 1943 года немецкие самолёты начали бомбить несколько участков леса, что вызвало лесные пожары, огонь быстро распространялся. Вслед за этим вошедшие в лес с востока немецкие части завязали бой с партизанами, стремясь связать их боем до подхода основных сил, но были остановлены огнём двух станковых пулемётов партизан. После того, как немецкий авангард отступил, командование отряда приняло решение прорываться из окружения на запад. В ночь с 23 на 24 апреля 1943 года партизаны осуществили прорыв из окружения, общие потери сил Гвардии Людовой в бою и прорыве составили 25 убитых и 30 раненых (в числе убитых были 5 партизан отряда Ф. Ковалёва), потери противника составили от 40 до 50 человек убитыми. Сразу же после прорыва из окружения группа из пяти бойцов отряда уничтожила станционное оборудование в Парчеве.
24 апреля 1943 года отряд «Фёдора», отряд имени Г. И. Котовского и отряд Б. Иоселевича были вновь окружены в Сольской пуще, но снова сумели прорваться из окружения.
30 апреля 1943 года отряд Ф. Ковалева занял Бялу Подляску и разгромил здесь канцелярию повятового старосты.
В июне 1943 года действия отряда были отмечены в сводке Совинформбюро (6 июня 1943 года, утреннее сообщение: «Близ Люблина (Польша) партизанский отряд имени Мицкевича вел ожесточённые бои с немецкой карательной экспедицией и нанес противнику тяжелые потери. Ранее партизаны пустили под откос два немецких эшелона. При крушении одного поезда было убито 20 немецких офицеров и большое количество солдат»).
Днём 14 июня 1943 в волости Людвин (Любартовский повят) отряд захватил укреплённый опорный пункт полиции с железобетонным блиндажом и заграждениями из колючей проволоки и волостную управу, здесь были убиты 2 и разоружены ещё 8 «синих полицейских», сожжены волостные документы.
В это же время «отряд Теодора Альбрехта» был отмечен в донесении АК как боеспособный, пользующийся авторитетом у населения и имеющий хорошее вооружение: ручные и станковые пулемёты, автоматы, револьверы «наган» и пистолеты VIS, гранаты, большое количество боеприпасов.
В августе 1943 Ф. Ковалёв стал заместителем командующего 2-го округа Гвардии Людовой.
В сентябре 1943 года все партизанские отряды Гвардии Людовой, действовавшие на территории Люблинского воеводства, были реорганизованы в семь батальонов. На территории 1-го района (в северной части Люблинского воеводства) начали действовать 1-й батальон под командованием Холода и 2-й батальон под командованием Т. Альбрехта, они стали первыми партизанскими соединениями Гвардии Людовой, реорганизованными по армейскому образцу.
Также в сентябре 1943 года командование Люблинского округа GL установило связь с соединением А. Ф. Фёдорова.
В ноябре 1943 года в отряде было до 200 человек, но точного учёта личного состава не велось, часть партизан постоянного состава находилась в лесу, часть — проживала в деревнях и на хуторах.
В 20-х числах ноября 1943 года отряд вышел в расположение партизанского батальона Тарасенко из Черниговско-Волынского соединения А. Ф. Фёдорова и установил контакты с советскими партизанами, начал получать от них оружие и боеприпасы, а в декабре 1943 года был выведен за Буг, чтобы соединиться с партизанским соединением А. Ф. Фёдорова. А. Ф. Фёдоров сообщил, что соединение может оказать отряду Ковалёва скромную помощь, но он поставит вопрос о поддержке отряда по линии УШПД.
2 декабря 1943 отряд начал движение в Люблинское воеводство, вместе с ним в Польшу была направлена разведгруппа (5 партизан из соединения А. Ф. Фёдорова). В ночь на 5 декабря 1943 партизаны на лодках переправились через Западный Буг в районе Бреста (между селами Долгоброды и Ставки). После возвращения в Люблинское воеводство в отряд Ковалёва убедили вступить ещё четыре небольшие группы советских партизан (Володьки-грузина, Виктора, Карминяка и Буланова), после этого объединённый отряд совершил диверсию, подорвав на железной дороге эшелон с боеприпасами.
Однако далеко не все оставшиеся в воеводстве партизаны отряда и активисты подпольной сети, обеспечивавшие его деятельность, были обнаружены, поскольку в конце ноября 1943 года немцы провели прочёсывание лесов и находившиеся в них партизанские группы погибли, распались, скрылись или отступили на север.
В начале февраля 1944 отряд Ф. Ковалёва (в количестве около 100 человек) вернулся к А. Ф. Фёдорову. Отряд переформировали, усилили личным составом и вооружением и в виде батальона (командиром которого остался Ф. Ковалёв) включили в соединение Фёдорова.

## Последующие события
Ф. Н. Ковалёв («Теодор Альбрехт») стал одним из самых значимых граждан СССР в структуре движения Сопротивления на территории Польши. За боевые заслуги и организационную деятельность Т. Альбрехту было присвоено звание майора Гвардии Людовой и он был награждён орденом «Крест Грюнвальда». Погибший осенью 1943 года начальник разведки отряда Я. Н. Николаев был посмертно награждён орденом Красного Знамени (в 1966 году).

## Память
После войны в Полесском национальном парке на месте лагеря партизанского отряда была установлена мемориальная плита.